# Модрина європейська (Летичівський район)
Модри́на європе́йська — ботанічна пам'ятка природи місцевого значення в Україні. Об'єкт природно-заповідного фонду Хмельницької області. 
Розташована в межах смт Летичів Хмельницької області, на вулиці Панасюка (біля приміщення музичної школи). 
Площа 0,01 га. Статус надано згідно з рішенням 4 сесії обласної ради від 16 грудня 1998 року № 13. Перебуває у віданні Летичівської селищної ради. 
Статус надано для збереження одного екземпляра модрини європейської.